# Douglas Kendrew
Sir Douglas Anthony „Joe“ Kendrew, KCMG, CB, CBE, DSO & 3 Bars (* 22. Juli 1910 in Barnstaple, Devon, England; † 28. Februar 1989 in Nottingham, Nottinghamshire, England) war ein britischer Rugbyspieler und Offizier. Er war Generalmajor der British Army sowie zwischen 1963 und 1973 Gouverneur von Western Australia.

## Leben

### Sportliche und militärische Laufbahn
Douglas Anthony „Joe“ Kendrew, Sohn des Arztes John Alexander Kendrew, absolvierte nach dem Besuch der 1584 gegründeten Uppingham School eine Offiziersausbildung und wurde nach deren Abschluss 1931 als Leutnant (Second Lieutenant) in das Leicestershire Regiment übernommen, einem Linieninfanterieregiment der British Army. Neben seiner Offizierslaufbahn spielte er zwischen 1930 und 1936 auch Rugby Union für die British Army. Für die englische Nationalmannschaft spielte er zehn Mal und war 1935 vorübergehend deren Kapitän. Er nahm an der Australasien-Tour 1930 der British Lions teil, kam aber in keinem der fünf Test Matches zum Einsatz. Am 2. März 1935 war er Kapitän der Heeresmannschaft, als diese gegen das Team der Royal Navy mit 11:8 gewann.
Im Anschluss fand Kendrewzahlreiche Verwendungen als Offizier und Stabsoffizier. Während des Zweiten Weltkrieges wurde er nach seiner Ernennung zum kommissarischen Oberstleutnant (Acting Lieutenant-Colonel) am 19. März 1943 Kommandeur (Commanding Officer) des in Nordafrika und Italien eingesetzten 6. Bataillons des York and Lancaster Regiment. In dieser Verwendung erhielt er am 19. Juni 1943 den vorübergehenden Dienstgrad eines Oberstleutnants (Temporary Lieutenant-Colonel) und wurde zudem für seine militärischen Verdienste 1943 mit dem Distinguished Service Order (DSO) sowie einer ersten Spange (Bar) zum DSO ausgezeichnet. Nach seiner zeitgleichen Ernennung zum kommissarischen Oberst (Acting Colonel) und kommissarischen Brigadegeneral (Acting Brigadier) am 24. Januar 1944 wurde er Kommandeur der in Italien, im Mittleren Osten sowie in Nordafrika eingesetzten 128. Infanteriebrigade (128th Infantry Brigade) und verblieb in dieser Verwendung zunächst bis zum 22. Dezember 1944. Während dieser Zeit erhielt er am 24. Juli 1944 den kriegsdienstbezogenen Dienstgrad eines Oberstleutnants (War Substantive Lieutenant-Colonel) sowie die vorübergehenden Dienstgrade als Oberst (Temporary Colonel) und Brigadegeneral (Temporary Brigadier). Darüber hinaus wurde er 1944 Companion des Order of the British Empire (CBE) und erhielt eine zweite Spange zum DSO.
Kendrew war zwischen dem 28. Januar und 22. Oktober 1945 sowie erneut vom 30. November 1945 bis zum 31. Mai 1946 abermals Kommandeur der 128. Infanteriebrigade, die während dieser Zeit in Italien, Mittleren Osten, Griechenland sowie zuletzt in Österreich eingesetzt war. Im Anschluss wurde er am 31. Mai 1946 in den kriegsdienstbezogenen Dienstgrad eines Oberstleutnants zurückversetzt und fungierte zwischen dem 1. Juni und dem 3. November 1946 als Erster Generalstabsoffizier der Streitkräfte im Zentralen Mittelmeerraum (Central Mediterranean Force). Nachdem er am 4. November 1946 abermals den vorübergehenden Dienstgrad als Oberst (Temporary Colonel) erhalten hatte, war er vom 4. November 1946 bis zum 16. August 1948 Kommandant der Infanterieschule der Rheinarmee BAOR (British Army of the Rhine) sowie danach zwischen dem 17. August 1948 und dem 13. September 1950 Kommandant der Heeresanwärterschule (Army Apprentice School) in Harrogate. Daraufhin fungierte er vom 3. Oktober 1950 bis zum 27. September 1952 als stellvertretender Quartiermeister (Assistant Quartermaster) des Militärbezirks Nordirland (Northern Ireland District) und wurde als solcher am 28. Juli 1951 zum Oberst (Colonel) befördert. Am 30. November 1952 wurde ihm erneut der vorübergehende Dienstgrad als Brigadegeneral (Temporary Brigadier) und er war anschließend zwischen dem 30. November 1952 und dem 5. November 1953 Kommandeur der im Koreakrieg eingesetzten 29. Infanteriebrigade (29th Infantry Brigade). Für seine dortigen Verdienste wurde er 1953 mit einer dritten Spange zum DSO ausgezeichnet.

### Aufstieg zum Generalmajor und Gouverneur von Western Australia
Nach seiner Rückkehr besuchte Douglas Kendrew von 1954 bis 1955 das Imperial Defence College (IDC) in London und war anschließend zwischen dem 10. März 1955 und dem 28. September 1956 Assistierender Quartiermeister des Heereskommandos Nord (Northern Command). Danach erhielt er am 19. Oktober 1956 den vorübergehenden Dienstgrad eines Generalmajors (Temporary Major-General) und übernahm daraufhin vom 19. Oktober 1956 bis zum 11. Oktober 1958 den Posten als Kommandeur des Militärbezirks Zypern (Cyprus District). In dieser Verwendung erfolgte am 19. April 1957 seine Beförderung zum Brigadegeneral (Brigadier) sowie drei Monate später am 29. Juni 1957 auch seine Beförderung zum Generalmajor (Major-General). Darüber hinaus wurde er 1958 auch Companion des Order of the Bath (CB). Nach seiner Rückkehr bekleidete er zwischen dem 15. Dezember 1958 und dem 1. Dezember 1960 den Posten als Leiter der Infanterie-Abteilung im Kriegsministerium (Director of Infantry, War Office) sowie danach vom 21. März 1961 bis zum 22. März 1963 als Chef-Verbindungsoffizier zum Gemeinsamen Verbindungsstab der Streitkräfte mit Australien (Chief Liaison Officer, Joint Services Liaison Staff to Australia). Für seine langjährigen Verdienste wurde er am 12. Juli 1963 zum Knight Commander des Order of St Michael and St George (KCMG) geschlagen und führte seither den Namenszusatz „Sir“. Am 1. September 1963 schied er aus dem aktiven Militärdienst aus und trat in den Ruhestand.
Im Anschluss blieb Sir Douglas Kendrew in Australien und löste am 25. Oktober 1963 Charles Gairdner als Gouverneur von Western Australia ab und bekleidete dieses Amt bis zum 28. August 1973, woraufhin Hughie Edwards am 7. Januar 1974 seine Nachfolge antrat. Er fungierte zudem zwischen 1963 und 1965 als Oberst des Royal Leicestershire Regiment und wurde 1965 Ehrenoberst des Australian Special Air Service Regiment. Aus seiner 1936 geschlossenen Ehe mit Nora Elizabeth Harvey ging die Tochter Marcia Kendrew hervor. Ihm zu Ehren wurde im April 2012 der bisherige Militärflugplatz der Royal Air Force RAF Cottesmore in der Grafschaft Rutland in Kendrew Barracks umbenannt.